# Carl-Henning Pedersen

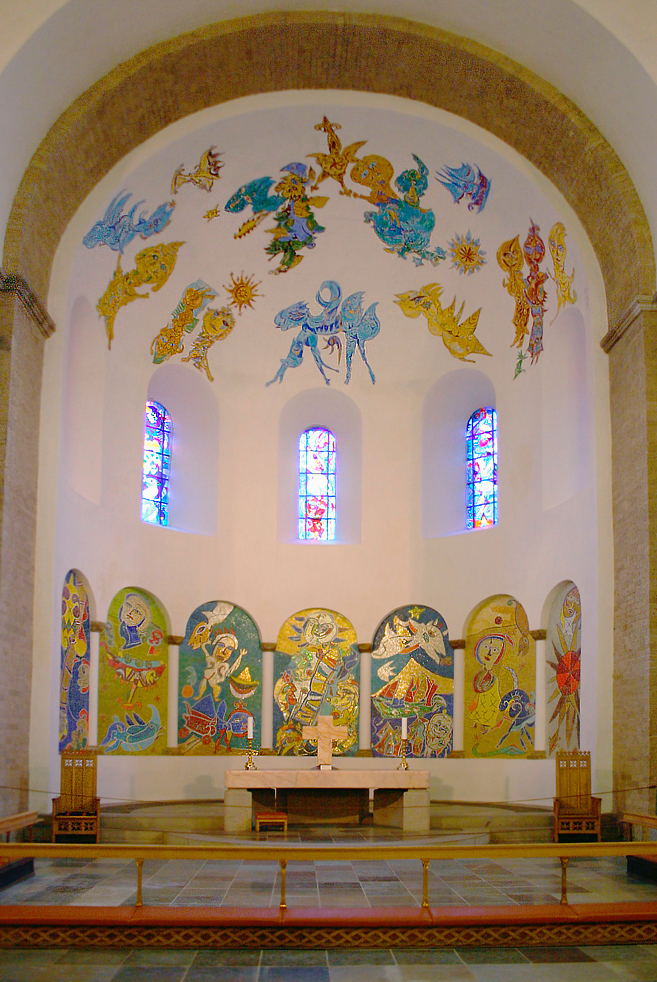
Ábside en la Ribe Cathedral (Dinamarca) decorada por Carl-Henning Pedersen.

Carl-Henning Pedersen (Copenhague, 23 de septiembre de 1913 - Copenhague, 20 de febrero de 2007) fue un pintor danés. Era miembro clave del movimiento CoBrA. 

## Biografía
Pedersen se acercó a la pintura siendo joven por medio de Else Alfelt, una compañera que más tarde se convertiría en su primera mujer.
A veces llamado el Hans Christian Andersen de la pintura, Pedersen fue un prolífico artista conocido por la creación de obras de colores invocando la fantasía y los cuentos de hadas. También realizó incursiones en el arte de la Edad Media nórdica y arte vikingo. Fue un artista autodidacta, y su inspiración vino de artistas como Pablo Picasso, Georges Braque y Marc Chagall. 
A finales de 1940, Pedersen se agrupó con un puñado de artistas daneses, de Bélgica y Alemania en una asociación conocida como CoBrA, acrónimo de las ciudades donde se establecieron: Copenhague, Bruselas y Ámsterdam. El grupo produjo pinturas abstractas de colores, inspirados por el arte primitivo y popular. 
Después de la Segunda Guerra Mundial, Pedersen se convirtió en uno de los grandes artistas visuales de Dinamarca. Representó a su país en la feria internacional de arte Bienal de Venecia y fue contratado para crear varios murales públicos. 
La ciudad de Herning realizó en 1974 la construcción de un museo dedicado al artista, permitiendo la visualización de cientos de sus pinturas, ilustraciones y esculturas. Pedersen, fue nombrado ciudadano honorario de Herning en 2001. 
En enero de 2007, Pedersen donó una selección de obras de su colección privada a Copenhague, pero su enfermedad le impidió asistir a la ceremonia. Murió a los 93 años de edad en un hospital de Copenhague, después de haber estado enfermo por algún tiempo. Le sobrevivió su segunda esposa, Sidsel Ramson.

## Obra
Su obra se inspira en temas imaginarios configurados por figuras recurrentes como aves, caballos, ojos, soles, lunas, ruedas de barcos y castillos.
Algunas de sus obras son:
- Den ædende, 1939
- Det røde skib, 1948
- The Blue Phoenix, 1984
- Den Røde Sol, 1992